# Reza Suchtesaraji
Mohammad-Reza Suchtesaraji (pers. محمدرضا سوخته‌سرايى; ur. 30 stycznia 1950 w Dar Kalateh) – irański zapaśnik w stylu wolnym. Olimpijczyk z Montrealu 1976, gdzie odpadł w eliminacjach w wadze 100 kg.
Pięciokrotny uczestnik mistrzostw świata. Srebrny medalista w 1978 i  1981. Pierwszy w igrzyskach azjatyckich w 1982, 1986, 1990; drugi w 1974. Zdobył złoty medal na mistrzostwach Azji w 1979 roku.